# Паркер, Джордж, 8-й граф Макклсфилд
Джордж Роджер Александр Томас Паркер, 8-й граф Макклсфилд (англ. George Roger Alexander Thomas Parker, 8th Earl of Macclesfield; 6 мая 1914 — 7 декабря 1992) — британский пэр и землевладелец.

## Биография
Родился 6 мая 1914 года. Старший сын Джорджа Паркера, 7-го графа Макклсфилда (1888—1975), и его жены Лилиан Джоанны Вер Бойл (? — 1974), дочери майора Чарльза Бойла.
Он получил образование в школе Стоу (Бакингем, Бакингемшир).
Во время Второй мировой войны он был зачислен в Королевским военно-морской добровольческий резерв.
Мировой судья Оксфордшира (с 1955 года) и заместитель лейтенанта графства Оксфордшира (с 1965 года).
20 сентября 1975 года после смерти своего отца Джордж Паркер унаследовал титулы 8-го графа Макклсфилда, 8-го виконта Парера из Юэлма и 8-го барона Паркера из Макклсфилда, став членом Палаты лордов Великобритании.
18 июня 1938 года он женился на достопочтенной Валери Мэнсфилд (25 декабря 1918 — 3 августа 1994), дочери Ральфа Мэнсфилда, 4-го барона Сандхерста (1892—1964), и Морли Виктории Апчер. У супругов было два сына:
- Ричард Тимоти Джордж Мэнсфилд Паркер, 9-й граф Макклсфилд (род. 31 мая 1943), старший сын и преемник отца.
- Достопочтенный Джонатон Дэвид Джеффри Паркер (род. 2 января 1945)[1].